# The Jungle Book: Mowgli's Wild Adventure
The Jungle Book: Mowgli's Wild Adventure è un videogioco a piattaforme a scorrimento orizzontale, ispirato al film d'animazione Disney Il libro della giungla del 1967. Il videogioco è stato sviluppato e pubblicato dalla Ubisoft e commercializzato per Game Boy Color nel 2000.